# 誘惑紅
誘惑紅（Allura Red AC），是一種紅色偶氮染料，在美國又稱FD&C Red 40。其作爲食用色素使用，E編碼爲E129。
它通常以紅色鈉鹽的形式提供，但也可用作鈣鹽和鉀鹽。 這些鹽可溶於水。在溶液中，其最大吸光度位於約504nm:921。

## 作爲食物色素的應用
誘惑紅作爲染料在全球受到廣泛應用。在1980年，其年生產量達230萬公斤。
歐盟批准誘惑紅作食物色素之用，但歐盟各國禁止食用色素的當地法律仍繼續保留。在美國，美國食品藥品監督管理局（FDA）批准誘惑紅用於化妝品、藥物和食品中。
作爲色澱顏料時，稱爲红色40號麗基（Red 40 Lake）或红色40號鋁麗基（Red 40 Aluminum Lake）。誘惑紅在部分紋身染料中使用，亦應用在很多商品中，包括棉花糖、軟性飲料、櫻桃味製品、兒童藥物和奶製品。誘惑紅是至今在美國最常用的紅色染料，取代了對健康有負面影響的莧菜紅和赤蘚紅。

## 安全性

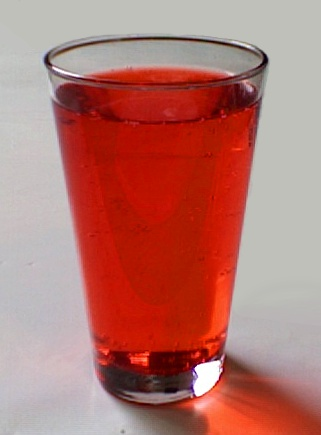
誘惑紅用於草莓味軟性飲料中

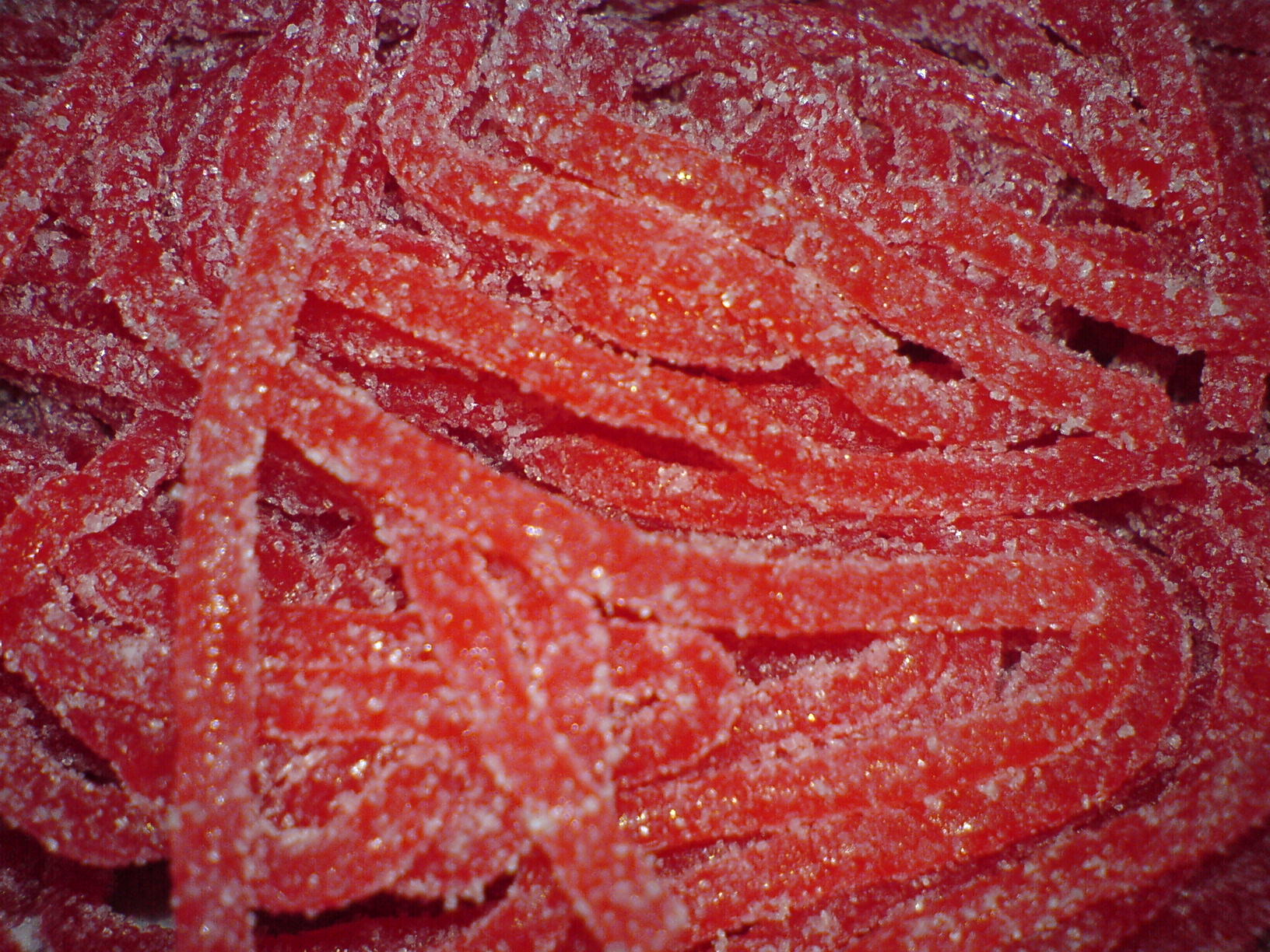
誘惑紅用於糖果糕點中

儘管北美和歐洲的食品安全組織進行了大量安全性研究，誘惑紅仍在廣泛被使用中。
英國食品標準局（FSA）對六種食用染料（檸檬黃、誘惑紅、合成胭脂紅（或稱麗春紅4R）、喹啉黄、日落黄、氮紅）和一種防腐劑（苯甲酸钠）對兒童的影響進行研究。研究發現「進食這些人工色素和防腐劑，與過度活躍的增加之間可能存在聯繫」。諮詢委員會亦指出由於研究的局限性，結果尚未能推廣到一般人群，因此建議進一步測試。
歐洲監管機構更加強調預防原則，要求爲色素加上標籤，並暫時減少其一日可接受攝取量（ADI）; FSA呼籲食品製造商自願不使用色素。然而，2009年歐洲食品安全局（EFSA）重新評估了手頭的數據，並確定「現有的科學證據並未證實色素與行為影響之間的聯繫」。在進一步審查數據後，2014年，EFSA恢復了之前的ADI水平。2015年，EFSA發現估計值中任何人群的ADI都不超過7 mg/kg。
美國FDA在研究出版後沒有做出改變，但在2008年公共利益科学中心（CSPI）提交公民請願書，要求FDA禁止使用幾種食品添加劑之後，FDA重新審視了現有證據，但最終都沒有作出任何變更。
誘惑紅曾在丹麥、比利時、法國、瑞士以及瑞典被禁止使用，直至其1994年加入歐盟。挪威和冰島在1978至2001年間亦曾禁止其使用，該期間偶氮染料僅能合法用於酒精飲品和部分漁業產品。